# Leles (Indonésie)
Pour les articles homonymes, voir Leles.
 (mars 2023).
Si vous disposez d'ouvrages ou d'articles de référence ou si vous connaissez des sites web de qualité traitant du thème abordé ici, merci de compléter l'article en donnant les références utiles à sa vérifiabilité et en les liant à la section « Notes et références ».
Leles est un kecamatan (district d'Indonésie) dans le kabupaten de Garut, dans la province de Java occidental.

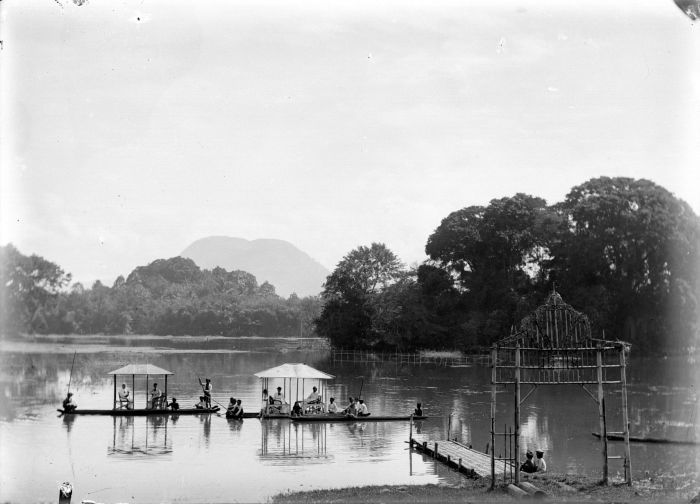
Touristes en barque sur le lac Cangkuang dans les années 1920.
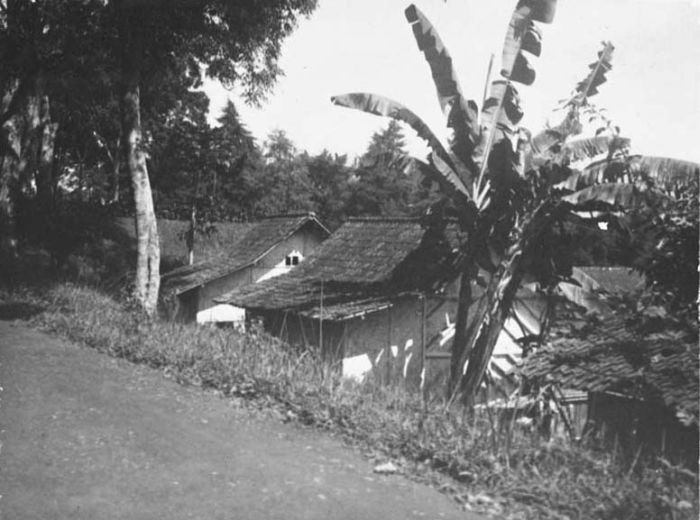
Village dans le district de Leles (1933).